# Wilsberg: Gegen den Strom
Gegen den Strom ist die 39. Folge der Fernsehfilmreihe Wilsberg. Die Erstausstrahlung erfolgte am 28. August 2013 bei ZDFneo, am 31. August 2013 wurde die Folge beim ZDF gezeigt. Regie führte Michael Schneider, das Drehbuch wurde von Eckehard Ziedrich, Khyana el Bitar und Matthias Keilich geschrieben.

## Handlung
Wilsberg wurde der Strom in seiner Wohnung abgestellt, weil er seine Rechnungen aufgrund finanzieller Engpässe wiederholt nicht beglichen hat. Ekki hat allen Grund dazu, besser gelaunt zu sein. Er hat das Haus sowie einige Hektar Ackerland seiner alten Großtante Margarete Schuhmacher in Havixwinkel, rund 30 Kilometer vor den Toren Münsters im Kreis Warendorf gelegen, geerbt. Bei der ersten Begehung des Hauses finden die beiden die Leiche des Bauern Hans Habich sowie eine silberne Kette mit einem Widder als Anhänger. Als die beiden den Leichnam des Landwirts untersuchen, werden sie von der Nachbarin Ulla Falkenberg überrascht. Sie informiert den Dorfpolizisten Heinrich Brandstetter, der Ekki und Wilsberg für die Mörder von Hans Habich hält und in Gewahrsam nimmt. Erst nach dem Eintreffen der verständigten Kollegen Anna Springer und Overbeck von der Mordkommission aus Münster kommen Wilsberg und Ekki aus Mangel an Beweisen wieder auf freien Fuß.
Bei einer Bürgerversammlung in Havixwinkel erfahren die beiden, dass der verschiedene Landwirt in dem ländlichen Ort eine Biogasanlage betrieben hat, mit der er die gesamte Ortschaft mit Strom hätte versorgen können. Die Münsterländischen Kraftwerke MKW, die Eigentümer des Stromnetzes sind, haben jedoch etwas gegen die Stromversorgung durch den Landwirt. Dem Regionalmanager der MKW, Oliver Brandstetter, einem Jugendfreund von Ekki, der offenbar ein Verhältnis mit der jungen Witwe des wohlhabenden Bauern Habich hat, kommt der Todesfall des Landwirts sehr gelegen. Wilsberg und Ekki werden hellhörig und nehmen die Ermittlungen auf.
Doch nicht nur der Leichenfund in dem geerbten Haus stellt Ekki vor Probleme. Seine Nachbarin Ulla versucht mit allen Mitteln zu vermeiden, dass Ekki das Erbe antritt. Während einer seiner Sommeraufenthalte in seiner Kindheit bei Tante Marga ermutigte Ekki Ulla, vom Heuboden einer Scheune zu springen. Dabei trug das junge Mädchen Verletzungen am linken Fuß davon, die ihr heute zwar eine Invalidenrente, allerdings weder eine Arbeitsstelle noch einen Ehemann einbrachten. Da Ulla die Verstorbene 20 Jahre lang bis zu deren Tod pflegte, hat sie ihrer Meinung nach einen moralischen Anspruch auf das Gebäude. Immerhin habe Ullas Aussage zufolge die Verschiedene ihr am Sterbebett das Haus und das Grundstück versprochen. Als Ekki ihr mitteilt, dass Ulla das Haus nicht erben wird und sie sowie Ekki nun Nachbarn werden, verflucht sie ihn und sein Haus, das viele düstere Geheimnisse kenne.
Gegenüber der jungen Witwe Charlotte Habich verschafft Ekki sich und Wilsberg unter dem Vorwand der Steuerfahndung Zugang zum Wohnhaus des verstorbenen Bauers. In den Räumlichkeiten entdeckt Wilsberg auf einem Foto die silberne Halskette, die er am Tatort gefunden hat, am Hals eines Freundes der Witwe und schließt daraus, dass der mutmaßliche Täter aus dem Ort stammen muss.
Ekki erinnert sich an den von Ulla ausgestoßenen Fluch, als der von ihm überstrichene Blutfleck an der Wand am Treppenabsatz wieder erscheint, wo Bauer Habich verstarb. Als dann noch eine der morschen Treppenstufen unter Ekkis Gewicht zerbricht, wertet er dies als schlechtes Omen und möchte das Haus eigentlich gar nicht mehr behalten. Während sie die Nacht in dem Haus verbringen, hört Ekki Geräusche und entdeckt Oliver Brandstetter im Hausflur, der sich mit einem Schlüssel Zugang zum Haus verschafft hat. Ekki nimmt ihm diesen Schlüssel ab und setzt ihn vor die Tür.
Tags darauf inspizieren Ekki, Wilsberg und Alex gemeinsam den zu dem Haus gehörigen Acker. Das staubige und steinige Brachland scheint für die Landwirtschaft völlig ungeeignet zu sein. Der Wert des Bodens scheint als Bauland ebenfalls überschaubar zu sein, da die Ortschaft sehr ländlich liegt und kein Bebauungsplan für das Grundstück existiert. Da auch die Kosten für die Sanierung des Hauses sich Schätzungen eines Fachmanns zufolge auf rund 50.000 Euro belaufen, entscheidet sich Ekki, Haus und Grundstück seiner Nachbarin Ulla zu schenken. Er lässt von Alex eine Schenkungsurkunde für das von ihm geerbte Haus aufsetzen, die er Ulla in den Briefkasten wirft.
Wilsberg und Ekki werden bei der MKW vorstellig, wo Ekki abermals vorgibt, wegen Steuerbetrugs zu ermitteln. Während Ekki in einem emotionalen Gespräch von Oliver Brandstetter fordert, ihm die zwischen der MKW und den Gemeinden der Region geschlossenen Versorgungsverträge auszuhändigen, nimmt Wilsberg im Nachbarraum die Verträge bereits an sich. Alex kann keine illegalen Passagen in den Verträgen finden. Allerdings ist auffällig, dass sämtliche Verträge dieselben drei Unterschriften von Oliver Brandstetter, Rechtsanwalt Rahn sowie Edwin Laux tragen. Weiterhin fällt auf, dass nahezu sämtliche Gemeinden der Region Versorgungsverträge mit der MKW geschlossen haben, nicht aber Havixwinkel.
Alex wirft Rechtsanwalt Rahn Parteiverrat an seinen Mandanten vor, da er nicht in deren Sinne, sondern im Sinn der MKW gehandelt habe. Wilsberg nimmt unter dem erneuten Vorwand der Steuerfahndung die für die Gemeinden angefertigten Vertragsfassungen an sich. Beim Vergleich mit den Fassungen der MKW stellt Wilsberg fest, dass es signifikante Unterschiede in den Dokumenten gibt. Waren die MKW bereit, den Landwirten der Region 48 Euro pro Quadratmeter ihres Landes zu zahlen, um Windparks zu errichten, ist in den Vertragswerken der Gemeinden gerade einmal von 36 Euro pro Quadratmeter die Rede. Die Differenz, die sich bei jeweils über fünf Hektar in den fünf Dörfern auf knapp fünf Millionen Euro summiert, haben sich Brandstetter, Rahn und Laux in die eigene Tasche gewirtschaftet.
Es stellt sich heraus, dass Ulla Falkenberg von Oliver Brandstetter in Aussicht gestellt wurde, dass die MKW auf dem Acker von Margarete Schuhmacher einen Windpark errichten werde, vorausgesetzt, Hans Habich würde seine für zwei Millionen Euro errichtete Biogasanlage an die MKW verkaufen. Habich wurde daraufhin nachts von Ulla in das Haus von Margarete Schuhmacher gerufen, wo sie ihn von der Treppe in den Tod stieß. Zuvor hatte sie Margarete mit durch Arsen vergifteten Wein getötet, wie eine Exhumierung zeigt. Ulla wird daraufhin verhaftet.
Alex stellt fest, dass die Schenkung des Gebäudes und Grundstücks an Ulla Falkenberg nicht rechtskräftig ist, weil Ekki vergessen hatte, die Schenkungsurkunde zu unterzeichnen. Schließlich kommen Wilsberg und Ekki dahinter, welches Ziel Oliver Brandstetter bei seinem nächtlichen Besuch in Margarete Schuhmachers Haus verfolgte. Er versuchte das unterschlagene Geld in Höhe von knapp fünf Millionen Euro, das er in einem Aluminiumkoffer unter der morschen Treppe versteckt hatte, an sich zu nehmen.
Nachdem Ekkis Vorgesetzter Grabowski mit dem Geldfund, den er als Fahndungserfolg des Finanzamts Münster feiert, an die Presse geht, erfüllt die MKW sämtliche Forderungen der Dorfeinwohner, so dass diese mit der Biogasanlage des Bauern Habich autark sind.

## Hintergrund
Der Film wurde in Münster, Köln und Oberembt gedreht. Die Dreharbeiten begannen am 14. August 2012 zusammen mit den Dreharbeiten zur Folge Hengstparade. Am 14. August 2012 sowie dem Folgetag erfolgten Dreharbeiten am Antiquariat Solder in der Frauenstraße. Weitere Aufnahmen entstanden am Spiegelturm zwischen Überwasserkirche und Domplatz, die Wilsberg und Alex bei einem Spaziergang zeigen, in deren Verlauf Wilsberg von seinem Patenkind die Schenkungsurkunde über das von Ekki geerbte Haus ausgehändigt bekommt. Die Szenen, die im Treppenhaus vor der Anwaltskanzlei Rahn spielen, wurden im Stadthaus I in Münster gedreht. In Münster wurden die Dreharbeiten am 21. August 2012 nach einer Woche beendet.
Ende September 2012 wurden die Szenen, die an und in dem von Ekki geerbten Haus spielen, an der Tollhausener Straße in Oberembt gedreht. Dieses Backsteinhaus bot sich für die Dreharbeiten an, da es nach dem Tod der Bewohner bei vollständigem Mobiliar leer stand. Im örtlichen Bürgerhaus wurde die Bürgermeisterei für die Dreharbeiten eingerichtet, während auf dem Hof neben der Kirche eine Polizeiwache sowie ein Postamt installiert wurden. Das für die Exhumierung verwendete Grab wurde eigens für die Dreharbeiten auf einem Rasenstück vor der Kirche angelegt. Die Innenaufnahmen entstanden in Köln. Das Ende der Dreharbeiten für die Folge war für den Zeitraum vom 15. Oktober 2012 bis zum 20. Oktober 2012 geplant.
Rolf Kanies war bereits 2001 in der Folge Wilsberg und der Mord ohne Leiche, Matthias van den Berg 2006 in der Folge Tod auf Rezept und Godehard Giese 2009 in der Folge Doktorspiele zu sehen, alle drei übernahmen in den früheren Folgen jedoch andere Rollen als in Gegen den Strom.

## Trivia
Der Running Gag „Bielefeld“ erscheint, als Ekki von den Ferienbesuchen bei seiner Großtante erzählt: „Mein Italien war Havixwinkel!“ Wilsberg antwortet darauf: „Naja, besser als Bielefeld!“ (ab 04:09)
In dieser Folge erscheint der erste schriftliche Hinweis auf Overbecks Vornamen Lars samt fiktiver Adresse, als bei Laufzeit 08:08 kurz ein Schreiben seines Stromversorgers im Bild ist.
Als Zitat einer anderen (komödiantischen) Krimireihe, nämlich Kottan ermittelt des ORF, zeigt man Hinweise, dass der „Dorfpolizist“ Heinrich Brandstetter eine Obsession mit Stubenfliegen haben dürfte, ähnlich Kottans Dezernatsleiter Alfred Pilch.

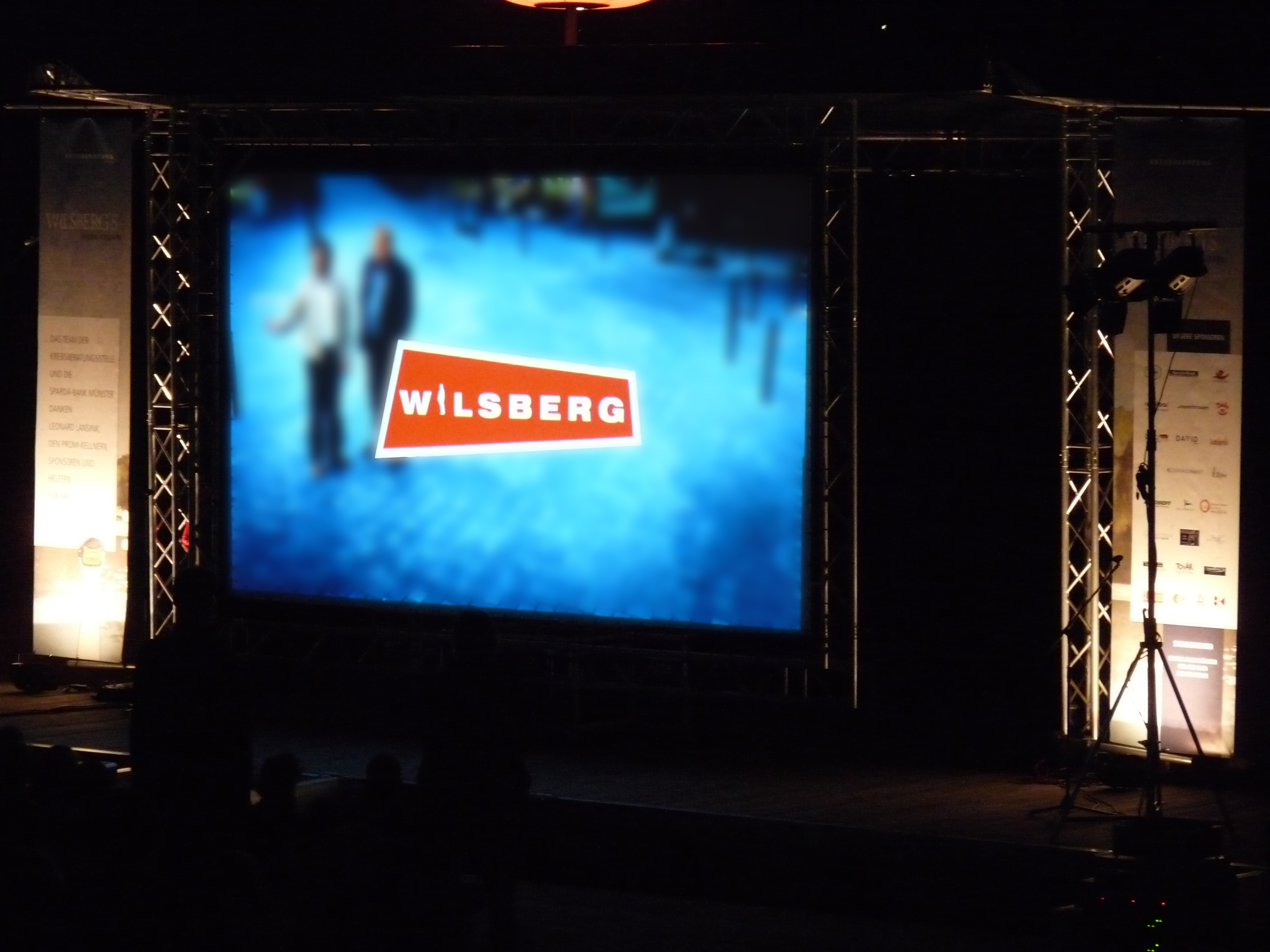
Open-Air-Vorstellung am Aasee

Bei Einbruch der Dunkelheit wurde am 1. September 2013 im Rahmen des 11. Promi-Kellnerns zu Gunsten der Krebsberatung Münsterland an den Aasee-Terrassen in Zusammenarbeit mit dem Filmservice Münster.Land, dem ZDF und Eyeworks Fiction & Film die Folge Gegen den Strom unter freiem Himmel gezeigt.

## Rezeption

### Einschaltquoten
790.000 Zuschauer sahen die Folge Gegen den Strom bei ihrer Erstausstrahlung am 28. August 2013 bei ZDFneo, was einem Marktanteil von 2,8 Prozent entsprach. Bei der parallel zur Free-TV-Premiere des Kinofilms Rio erfolgten Ausstrahlung am 31. August 2013 im ZDF wurden 5,14 Millionen Zuschauer erreicht und damit ein Marktanteil von 19,6 Prozent sowie der Tagessieg beim Gesamtpublikum erzielt.

### Kritik
Nach Urteil des Lexikon des internationalen Films ist die Folge Gegen den Strom ein „betulicher, mitunter recht amüsanter (Fernsehserien-)Krimi mit angenehm unverkrampft aufspielenden Darstellern“. „Ekki ist der Hit – der Rest nur mau“, lautet das Fazit der Redaktion von TV Movie.
Rainer Tittelbach urteilte, die Folge sei zwar „dramaturgisch und komödiantisch kein großer Wurf – aber die kleinen Wilsberg-typischen Details machen „Gegen den Strom“ zu einem recht gelungenen Samstagabendkrimi, der etwas anders daherkommt als gewohnt und doch die beliebte ZDF-Reihe als Ritual feiert“. „Die Story lebt zum einen von den Feindschaften aus der Kindheit, die ein Leben lang dauern, zum anderen von den Ermittlungen in der Fremde“, während das Schauspiel von Eva Löbau „gewohnt überzeugend“ in ihrer „vielschichtigen Opferrolle“ sei. Insgesamt vergab Tittelbach 3,5 von 6 möglichen Sternen.
Nach Urteil der Redaktion von TV Spielfilm sei der Fall „spektakulär wie ein abgeklemmtes Kabel.“ „Der schräge Witz von einst fehlt“. Ihr Fazit lautet: „Die Luft ist raus, bitte Energie nachladen!“
Nach Urteil der Redaktion der TV Today handle es sich bei der Folge um ein „Leidlich amüsantes 20-Volt-Krimispäßchen“. Eva Löbau spiele ihre Rolle „schräg“. Der Film sei „teilweise ganz drollig, aber als Komödie müsste es witziger, als Krimi deutlich spannender zugehen“. Die Redaktion vergab einen von drei möglichen Punkten.
Tilmann P. Gangloff urteilte für die Frankfurter Rundschau, der Film biete ein „großes Vergnügen“ sowie „eine sympathische Mischung aus liebgewonnenen bekannten und überraschenden Elementen“. Der Filmtitel sei „bewusst doppeldeutig“ gehalten, die Handlung weise „gewohnt skurrile Züge“ auf. „Mit dem Auftauchen des Dorfsheriffs“, gespielt von Rolf Kanies, werde von „Regisseur Michael Schneider die Handlung mehr und mehr, aber angenehm beiläufig mit Western-Elementen“ durchsetzt. Punkten kann der Film mit „liebgewonnenen Gewohnheiten“, zu denen die Stammbesetzung zähle und „dem die Autoren immer wieder Gelegenheiten für Alleingänge geben“, „für die schönsten Auftritte dieser Art sorgt regelmäßig Roland Jankowsky als Chuck Norris von Münster, der mit bewundernswert stoischer Miene auch diesmal wieder dem unvermeidlichen Fettnäpfchen entstieg.“. „Angemessen unvorhersehbar war dagegen die Handlung“, wertete Gangloff. Sein Fazit lautet: „Neben den liebevoll entworfenen Figuren, allen voran die von Eva Löbau ganz wunderbar verkörperte hinkende Nachbarin, erfreute „Gegen den Strom“ zudem mit diversen amüsanten Inszenierungselementen. Dass Jankowsky immer wieder mal für eine Slapstick-Einlage sorgt, gehört ebenso zum Baukasten wie die obligate Erwähnung von Bielefeld. Aber dass sich Schneider auch mal beim Horrorfilm bediente, um ein bisschen Schrecken zu verbreiten, belegt, die auch stilistische Bandbreite der Wilsberg-Krimis, und so war auch „Gegen den Strom“ wie immer ein großes Vergnügen.“
„Der münsterländische Schmunzelkrimi“ erzähle nach Einschätzung von Harald Suerland von den Westfälischen Nachrichten „eine gute Geschichte“. „Die vertrauten Figuren“ werden durch „schön erfundene und gut gespielte Figuren“ unterstützt, darunter die „von Eva Löbau brillant verkörperte Ulla“. Bei Gegen den Strom handele es sich somit um „mehr als einen Kalauer-Krimi“.